# آنا ديمنتييفا
آنا يوريفنا ديمنتييفا (الروسية: Анна Юрьевна Дементьева ؛ من مواليد 28 ديسمبر 1994) هي لاعبة جمباز فنية روسية، هي بطلة أوروبا الشاملة في عام 2011 ، وحاصلة على الميدالية الذهبية العالمية مع الفريق.